# Autalia pallescens
Autalia pallescens är en skalbaggsart som beskrevs av Tottenham 1957. Autalia pallescens ingår i släktet Autalia och familjen kortvingar. Inga underarter finns listade i Catalogue of Life.